# 1415 w polityce

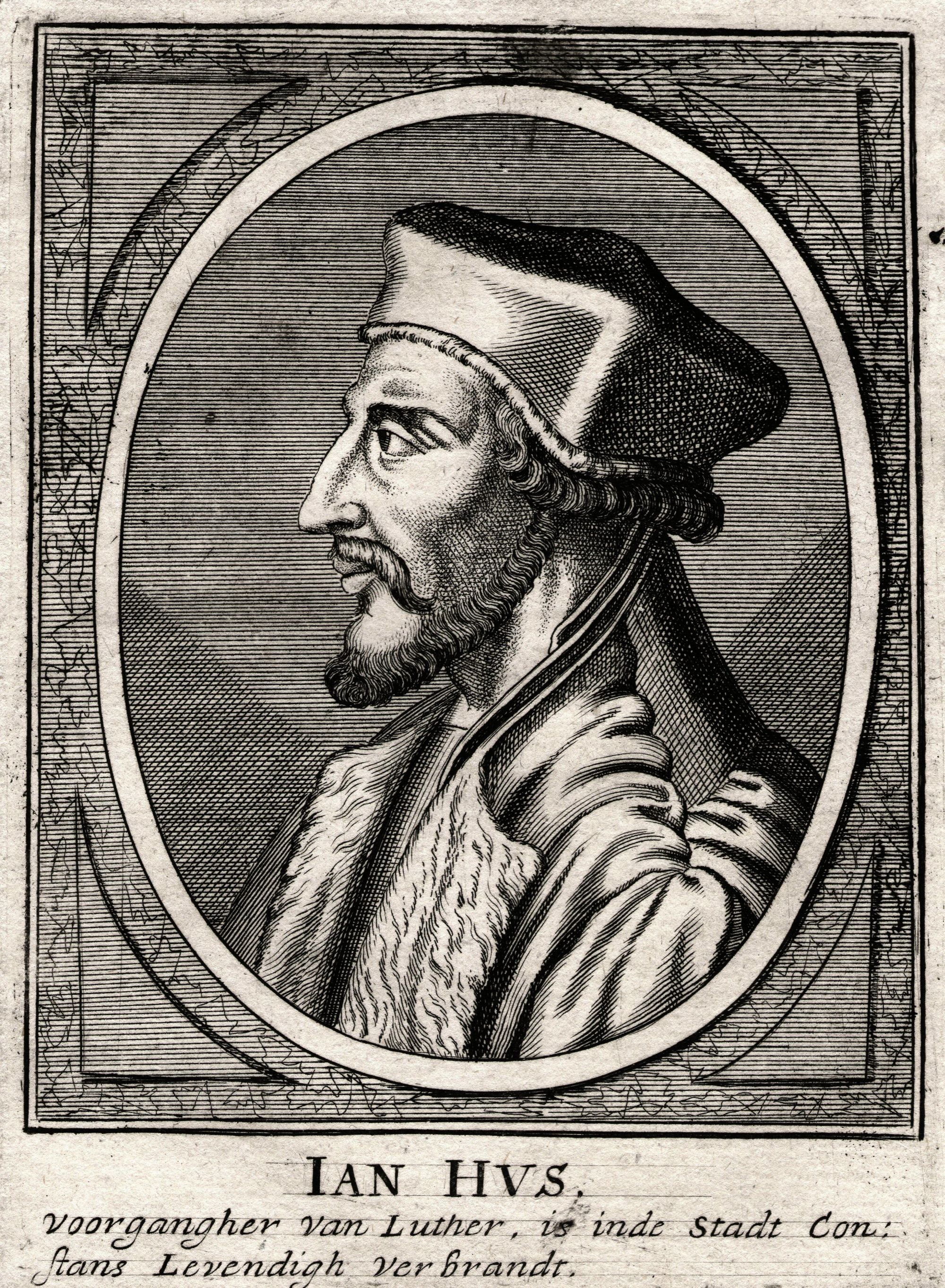
Gaspar Bouttats, Portret Jana Husa

Herb Karola d’Albret

Wydarzenia polityczne w 1415 roku.

## Wydarzenia
- 30 kwietnia – Fryderyk zostaje elektorem Brandenburgii.
- 4 lipca – papież Grzegorz XII abdykuje[1].
- 6 lipca – czeski reformator religijny Jan Hus zostaje spalony na stosie w Konstancji[2].
- 21 sierpnia – Portugalczycy zdobywają Ceutę[3].
- 5 sierpnia Henry le Scrope[4][5] zostaje stracony za udział w spisku przeciwko Henrykowi V[6]. Tak samo ginie Richard of Conisburgh, Earl of Cambridge[7].
- 25 października – Bitwa pod Azincourt[8]. Anglicy dowodzeni przez króla Henryka V Lancastera pokonują liczniejszych od siebie Francuzów. Marszałek Jean Le Maingre, zwany Boucicaut[9] oraz książę i poeta Karol Orleański dostają się do angielskiej niewoli.

## Urodzili się
- 10 marca – Wasyl II Ślepy, wielki książę moskiewski.
- 21 września – Fryderyk III Habsburg, król niemiecki i cesarz rzymski[10].
- 1 grudnia – Jan Długosz, polski historyk[11].

## Zmarli
- 19 lipca – Filipa Lancaster, królowa Portugalii[12].
- 25 października – w bitwie pod Azincourt ginie konetabl Karol d’Albret[13].